# Domaine de Marie-Antoinette
Le domaine de Marie-Antoinette est un nom commercial choisi en 2006 par l’établissement public du château, du musée et du domaine national de Versailles, et regroupant les lieux de vie de la reine Marie-Antoinette. Il inclut le Petit Trianon, le Théâtre de la Reine, le Pavillon français, le Pavillon frais, le Jardin anglais, le Temple de l'Amour et le hameau de la Reine.